# Isaac Guerendo
Isaac Guerendo (Clayton, 28 giugno 2000) è un giocatore di football americano statunitense che milita nel ruolo di running back per i San Francisco 49ers della National Football League (NFL).

## Carriera universitaria

### Wisconsin
Nella prima stagione di Guerendo a Wisconsin nel 2019, corse una volta per una yard, ricevette un passaggio da 3 yard e ritornò un kickoff per 49 yard. Nella stagione 2020 accorciata per la pandemia di COVID-19 corse 11 volte per 36 yard. Nel secondo turno della stagione 2021 segnò il suo primo touchdown dopo una corsa da 82 yard contro Eastern Michigan. Chiuse l'annata con 160 yard corse e una marcatura su 23 possessi. Nel 2022 corse 385 yard e 5 touchdowns su 64 possessi. A fine anno optò per cambiare istituto.
Guerendo chiuse la sua carriera con i Badgers con 20 gare disputate, 99 corse tentate, 582 yard corse e 6 touchdown.

### Louisville
Guerendo optò per trasferirsi a giocare con i Louisville Cardinals. Nel debutto casalingo corse 63 yard e un touchdown su 11 possessi e ricevette 4 passaggi per 47 yard. Nel decimo turno corse 146 yard e 3 touchdown nella vittoria su Virginia Tech. Nell'Holiday Bowl 2023 corse un record in carriera di 161 yard e tre touchdown ma i Cardinals persero contro USC 42-28. Guerendo chiuse la stagione con 810 yard corse e 11 touchdown. A fine anno optò per passare tra i professionisti.

## Carriera professionistica

### San Francisco 49ers
Guerendo fu scelto nel corso del quarto giro (129º assoluto) del Draft NFL 2024 dai San Francisco 49ers. Nel sesto turno, giocando al posto dell'infortunato Jordan Mason, guidò la squadra con 99 yard corse nella vittoria esterna sui Seattle Seahawks. Due settimane dopo, sostituendo di nuovo l'infortunato Mason in corso d'opera, corse 85 yard e il suo primo touchdown nella vittoria sui Dallas Cowboys. Nella settimana 14 corse 78 yard e per la prima volta segnò due touchdown nella vittoria sui Chicago Bears per 38-13. La sua prima stagione si chiuse con 420 yard corse e 4 touchdown in 16 presenze, di cui 3 come titolare.